# Yli-Ulkujärvi
Yli-Ulkujärvi är en sjö i kommunen Rovaniemi i landskapet Lappland i Finland. Sjön ligger 136,3 meter över havet. Arean är 76 hektar och strandlinjen är 3,99 kilometer lång. Sjön  ingår i Kemi älvs huvudavrinningsområde.   Den ligger omkring 28 kilometer söder om Rovaniemi och omkring 680 kilometer norr om Helsingfors. 